# آگوستین (دلاویر)
آگوستین (به انگلیسی: Augustine) یک منطقهٔ مسکونی در ایالات متحده آمریکا است که در دلاور واقع شده است. آگوستین ۶۰٫۰۵ متر بالاتر از سطح دریا واقع شده است.